# Espiadimonis blau
L'espiadimonis blau (Aeshna affinis) és una espècie d'odonat anisòpter de la família dels èsnids.

## Distribució
Es distribueix des del sud i centre d'Europa i extrem nord d'Àfrica (on és més rara, junt amb la península Ibèrica) fins a Mongòlia. En els darrers anys s'ha vist com la seva àrea de distribució s'ha anat desplaçant cap al nord.

## Ecologia
Prefereixen masses d'aigua estancades amb joncs o canyís que s'assequen durant l'estiu.